# Stora Grytsjön, Södermanland
Stora Grytsjön är en sjö i Eskilstuna kommun i Södermanland och ingår i Norrströms huvudavrinningsområde. Sjön har en area på 0,329 kvadratkilometer och ligger 67,2 meter över havet. Vid provfiske har abborre, gers och mört fångats i sjön.

## Delavrinningsområde
Stora Grytsjön ingår i det delavrinningsområde (656801-154718) som SMHI kallar för Utloppet av Stora Grytsjön. Medelhöjden är 75 meter över havet och ytan är 2,46 kvadratkilometer. Det finns inga avrinningsområden uppströms utan avrinningsområdet är högsta punkten. Vattendraget som avvattnar avrinningsområdet har biflödesordning 3, vilket innebär att vattnet flödar genom totalt 3 vattendrag innan det når havet efter 157 kilometer. Avrinningsområdet består mestadels av skog (87 procent). Avrinningsområdet har 0,33 kvadratkilometer vattenytor vilket ger det en sjöprocent på 13,4 procent.